# Thoracispa
Thoracispa is een geslacht van kevers uit de familie bladkevers (Chrysomelidae).
De wetenschappelijke naam van het geslacht werd in 1875 gepubliceerd door Félicien Chapuis.

## Soorten
- Thoracispa brunni (Weise, 1904)
- Thoracispa dregei (Chapuis, 1875)
- Thoracispa hessei (Uhmann, 1934)